# Denis Mackail
Denis George Mackail (3 de Junho de 1892 - 4 de Agosto de 1971) foi um escritor inglês. Angela Thirkell era sua irmã.

## Obras
- What next? (1920)
- Romance to the rescue (1921)
- Bill the bachelor (1922)
- According to Gibson (1923)
- Summertime (1923)
- The Majestic mystery (1924)
- Greenery Street (1925) (Publicado novamente em 2002)
- The fortunes of Hugo (1926)
- The flower show (1927)
- Tales from Greenery Street (1928)
- Another part of the wood (1929)
- How amusing! (1929)
- The young Livingstones (1930)
- The Square circle (1930)
- David's day (1932)
- Ian and Felicity (1932)
- Having fun (1933)
- Chelbury Abbey (1933)
- Summer leaves (1934)
- The wedding (1935)
- Back again (1936)
- Jacinth (1937)
- London lovers (1938)
- Morning, noon and night (1938)
- The story of J. M. B. (1941)
- Life with Topsy (1942)
- Upside-down (1943)
- Ho! ou How it all strikes me (1944)
- Tales for a godchild (1944)
- Huddlestone House (1945)
- Our hero (1947)
- We're here! (1947)
- Where am I? ou A stranger here myself (1948)
- By auction (1949)
- Her ladyship (1949)
- It makes the world go round (1950)